# I. A. Cantacuzino
I. A. Cantacuzino sau Zizine (n. 24 ianuarie 1829, Suceava, Imperiul Austriac – d. 1897, București, România) a fost un om politic și literat.
Face studiile gimnaziale în celebrul pension al lui Rud Toepfer în Geneva, merge apoi la Paris, unde se ocupă mai ales de științele fizice și matematice, călătorește prin America. 
Devine la 1857 ministru, la 20 octombrie 1858 îl înlocuiește pe Ștefan Catargiu în căimăcămia de trei, iar între 2 februarie - 20 aprilie 1870 este Ministru de Finanțe, la 1870 agent diplomatic la Belgrad, la 1872 Director General al Teatrelor din România. 
Din 1878 s-a retras din viața publică.
1. ↑  Ioan Alexandru Cantacuzino, CONOR.SR[*]
2. ↑  J. A. Cantacuzène, opac.vatlib.it
3. ↑  Jean Alexandre Cantacuzène, NUKAT
4. ↑  J. A. Cantacuzène, National Library of Portugal
5. ↑  Autoritatea BnF, accesat în 10 octombrie 2015